# Scharfschützenabzeichen

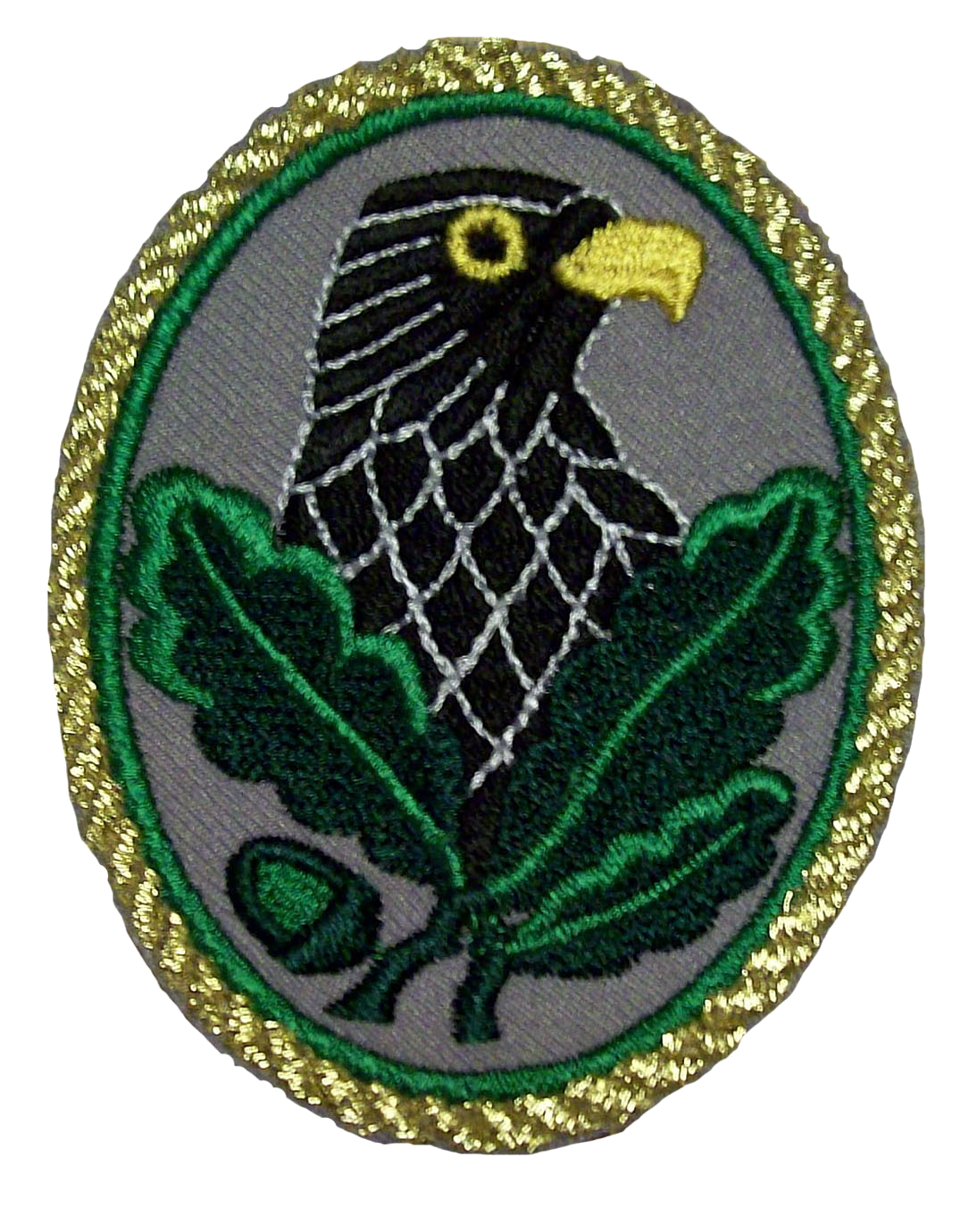
Scharfschützenabzeichen
3. Stufe

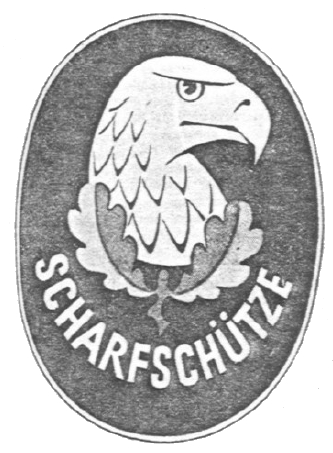
Erstes Modell des Scharfschützenabzeichens, welches in dieser Ausführung so nicht eingeführt wurde.

Das Scharfschützenabzeichen wurde am 20. August 1944 durch Adolf Hitler gestiftet. Im Einführungserlaß dazu hieß es: […] in Anerkennung des Einzelschützen mit Gewehr als Scharfschütze und zur Würdigung der hierbei erzielten Erfolge führe ich für das Heer und die Waffen-SS das Scharfschützenabzeichen ein. Durch Erlass des Oberkommandos der Wehrmacht (OKW) vom 14. Dezember 1944 wurde es auch den übrigen Wehrmachtteilen zugänglich gemacht.

## Stufen
Die Verleihung konnte in drei Stufen erfolgen:
1. Stufe für mindestens 20 Feindabschüsse
2. Stufe für mindestens 40 Feindabschüsse
3. Stufe für mindestens 60 Feindabschüsse

Zur Anrechnung kamen die erzielten Abschüsse ab dem 1. September 1944. Erfolge im Nahkampf sowie bei allgemeinen Gefechtshandlungen der Truppe, wie Verteidigung und im Angriff getätigte Abschüsse, durften nicht berücksichtigt werden. Jeder Abschuss war durch Zeugen zu bestätigen und bei der Einheit zu melden. Die Bedingungen sahen diese durch einen Offizier vor.

## Aussehen
Das Abzeichen ist aus grünlich-grauem Tuch gefertigt, mehrfach bestickt und hochoval. Es zeigt einen nach rechts gewendeten schwarzen Adlerkopf mit weißer Gefiederzeichnung, ockerfarbenen Auge und geschlossenem Schnabel. Der Korpus ist durch ein Eichenlaubbruch aus drei Blättern und einer links angeordneten Eichel verdeckt. Die Kanten des Abzeichens sind vernäht, und die einzelnen Stufen durch eine umlaufend angenähte Kordel in Silber (2. Stufe) oder Gold (3. Stufe) zu unterscheiden.

## Trageweise
Das Abzeichen wurde in der jeweils höchsten Stufe an der Uniform auf dem rechten Unterarm getragen.

## Besonderheit
Das OKW erließ Anfang 1945 die Anordnung, dass vor einer Gefangennahme das Abzeichen zu entfernen sei, nachdem vornehmlich sowjetische Truppen jeden gefangenen Scharfschützen sofort erschossen.